# جيمس تشيشولم (قسيس)
جيمس تشيشولم (بالإنجليزية: James Chisholm)‏ هو قسيس أمريكي، ولد في 30 سبتمبر 1815، وتوفي في 15 سبتمبر 1855.